# بازار جعفر خان
بازار جعفر خان مربوط به دوره زند است و در یزد، خیابان قیام واقع شده و این اثر در تاریخ ۱۷ اسفند ۱۳۸۱ با شمارهٔ ثبت ۷۷۸۹ به‌عنوان یکی از آثار ملی ایران به ثبت رسیده است.